# Hartley Wintney
Hartley Wintney est une paroisse civile et un village du Hampshire, en Angleterre.

## Transports

### Route
La ville se trouve sur l'A30 à sa jonction avec l'A323 Fleet Road, presque à égale distance entre Basingstoke à l'ouest et Camberley à l'est. C'était la principale route au West Country et à Southampton jusqu'en 1971, quand l'autoroute M3 a été ouverte.

### Chemin de fer
La gare la plus proche est celle de Winchfield sur la South West Main Line. Il s'agit de 2.4km au sud de Hartley Wintney et est indiqué depuis le village. Il y a quatre trains par heur à Winchfield, deux à Basingstoke via Hook, et deux à Londres-Waterloo, avec le prochain arrêt étant Fleet, puis Farnborough Main.

### Bus
La ligne 7 de Stagecoach South circule entre Aldershot et Phoenix Green. De plus, la ligne 65X circule entre Alton College et Phoenix Green via Hartley Wintney  et la ligne 408 circule entre Farnborough College of Technology et Odiham via Hartley Wintney pendant la période scolaire.
Le service de bus communautaire de Hartley Wintney propose un service de navette régulier en semaine vers la gare de Winchfield et des services vers Hook, Yateley, Frogmore et The Meadows. Un service du samedi va à Camberley ainsi que The Meadows de Hartley Wintney, via Yateley et Frogmore.

### Villes voisines
- Hook –  5km à l'ouest
- Fleet – 5km au sud-est
- Yateley – 6.4km au nord-est
- Sandhurst – 8km au nord-est
- Farnborough – 10km à l'est-sud-est
- Camberley – 11km à l'est-nord-est
- Aldershot – 12km au sud-est
- Basingstoke – 13km à l'ouest
- Reading – 18km au nord
- Londres (centre) – 63km à l'est-nord-est